# Exodus (album)
Exodus este al nouălea album de studio al trupei Jamaicane de reggae, Bob Marley & The Wailers, lansat pe 3 iunie 1977 prin Island. Mare parte din album a fost înregistrat la Londra, în timp ce Marley se recupera după ce asupra sa existase o tentativă de asasinare. Succesul albumului l-a făcut pe Marley un star internațional. O versiune remasterizată a discului a apărut în 2007 în Regatul Unit. 

## Tracklist
1. "Naural Mystic" (3:28)
2. "So Much Things to Say" (3:08)
3. "Guiltiness" (3:19)
4. "The Heathen" (2:32)
5. "Exodus" (7:39)
6. "Jamming" (3:31)
7. "Waiting in Vain" (4:15)
8. "Turn Your Lights Down Low" (3:39)
9. "Three Little Birds" (3:00)
10. "One Love/People Get Ready" (Marley, Curtis Mayfield) (2:53)

- Toate cântecele au fost scrise de Bob Marley cu excepția celor notate.

## Single-uri
- "Jamming" (1977)
- "Waiting in Vain" (1977)
- "One Love/People Get Ready" (1977)
- "Turn Your Lights Down Low" (1980)
- "Three Little Birds"/"Every Need Got an Ego to Feed" (1980)

## Componență
- Bob Marley - voce, chitară ritmică, chitară acustică, percuție
- Aston "Family Man" Barrett - chitară bas, percuție
- Carlton Barrett - tobe, percuție
- Tyrone Downie - claviaturi, percuție, voce de fundal
- Alvin "Seeco" Patterson - percuție
- Julian (Junior) Marvin - chitară
- I Threes (Rita Marley, Marcia Griffiths, Judy Mowatt) - voce de fundal